# FOMO

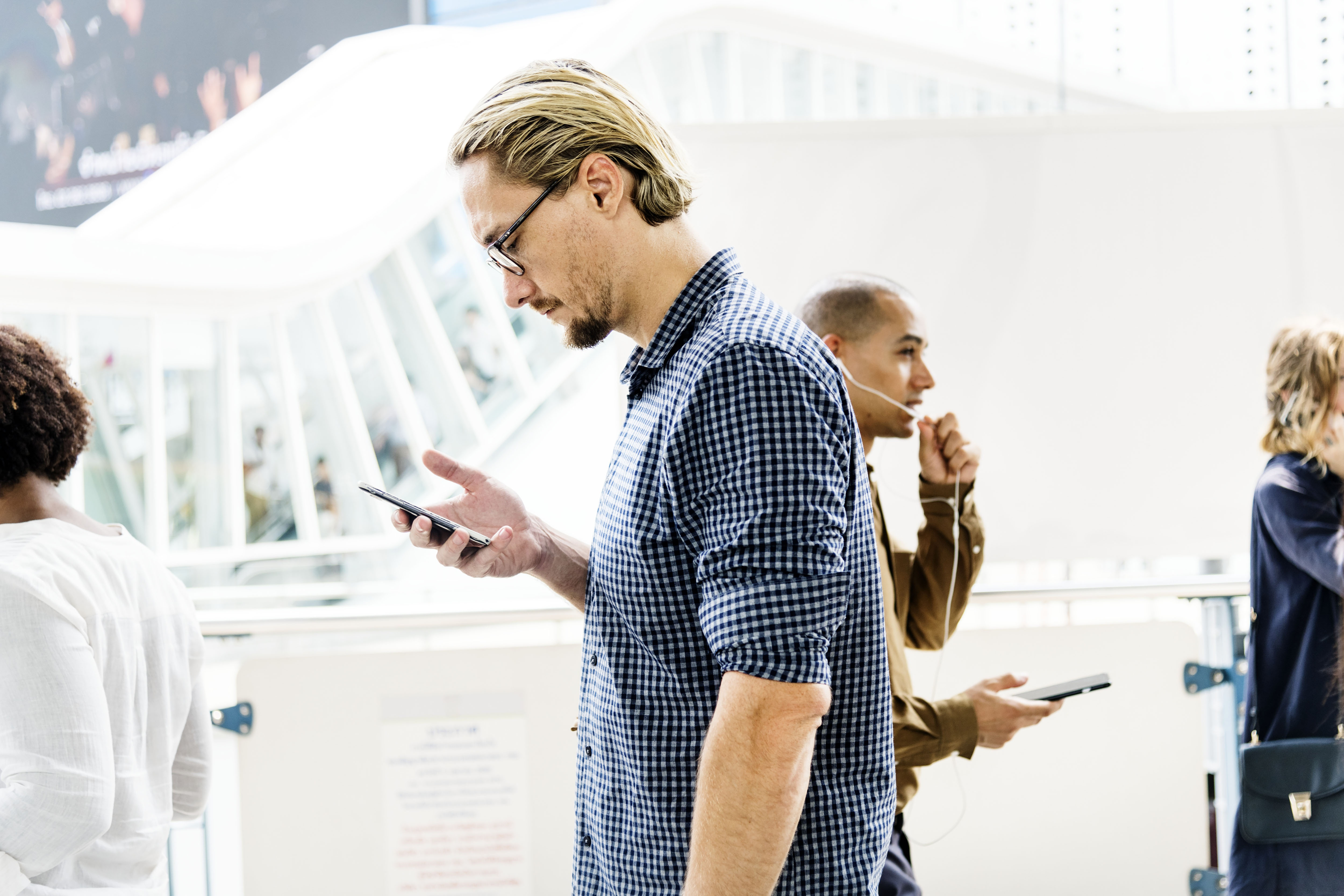
Điện thoại thông minh cho phép con người giữ liên lạc với mạng lưới quan hệ xã hội và công việc một cách liên tục. Điều này có thể dẫn đến thói quen thường xuyên kiểm tra cập nhật trạng thái và tin nhắn vì sợ bỏ lỡ một cơ hội nào đó.

FOMO, viết tắt của "fear of missing out" (tạm dịch: sợ bỏ lỡ), là cảm giác lo sợ của một người rằng mình đang không nắm bắt được những thông tin, sự kiện, trải nghiệm hoặc quyết định có khả năng cải thiện cuộc sống của họ. FOMO cũng có liên quan đến nỗi sợ cảm giác hối tiếc, một nỗi sợ có thể khiến người ta lo ngại rằng mình đang bỏ lỡ cơ hội có được một mối quan hệ xã hội, một trải nghiệm mới lạ, một sự kiện đáng nhớ hoặc một khoản đầu tư có lãi. Đặc trưng của FOMO là việc muốn được cập nhật liên tục về những điều người khác đang làm, và nó có thể được xem là nỗi sợ rằng việc không tham gia vào điều gì đó là một quyết định sai lầm. FOMO có thể nảy sinh từ việc không được biết về một cuộc nói chuyện, bỏ lỡ một chương trình truyền hình, không tham dự một lễ cưới hay bữa tiệc, hoặc biết được rằng người khác vừa khám phá ra một nhà hàng mới. Trong những năm gần đây, FOMO được cho là nguyên nhân của một số dấu hiệu tâm lý và hành vi tiêu cực.
FOMO có chiều hướng gia tăng trong thời gian gần đây nhờ những tiến bộ của công nghệ. Các mạng xã hội tạo điều kiện cho người sử dụng tương tác xã hội với nhau, nhưng cũng cho họ thấy vô số những hoạt động mà họ không được tham gia và vì thế có khả năng gây ra FOMO rất lớn. Sự lệ thuộc về tâm lý vào mạng xã hội có thể gây ra FOMO hoặc thậm chí là nghiện Internet. FOMO cũng hiện hữu trong các trò chơi điện tử, hoạt động đầu tư và chiến lược marketing. FOMO được cho là có liên quan đến sự gia tăng sầu muộn và lo âu, cũng như sự suy giảm chất lượng cuộc sống.
FOMO cũng có khả năng tác động đến các hoạt động kinh doanh. Các xu hướng có thể khiến lãnh đạo các doanh nghiệp quyết định đầu tư dựa trên những điều mà họ cho là người khác đang làm, thay vì chiến lược kinh doanh của bản thân mình.